# Substituinte
Em química orgânica, um substituinte é um átomo ou grupo de átomos que substitui um ou mais átomos duma molécula, tornando-se assim um resto ou resíduo na nova molécula resultante. (Em química orgánica e bioquímica, os termos substituinte e grupo funcional, bem como cadeia lateral e grupo pendente, são utilizados de forma indistinta para descrever os ramos de uma estrutura química original, embora se façam certas distinções na química dos polímeros. Em polímeross, as cadeias laterais são projectadas a partir da estrutura da cadeia principal ou espinha dorsal da molécula. Nas proteínas, as cadeias laterais estão ligadas ao átomo de carbono alfa da cadeia dos aminoácidos.
O sufixo -il é utilizado quando se nomeiam compostos orgânicos que contém uma ligação simples e substituem um hidrogénio; -ilideno e -ilidina são utilizados com duplos e triplos, respetivamente. Além disso, ao nomear hidrocarbonetos que contêm um substituinte, são usados números posicionais para indicar a que átomo de carbono está unido o substituindo quando é preciso ter essa informação para distinção entre isómeros. Os substitutos podem ser uma combinação do efeito indutivo e do efeito mesomérico. Tais efeitos são também descritos como rico em eletrões e remoção de eletrões. Originam-se efeitos estéricos adicionais devido ao volume ocupado pelo substituinte.
Os termos "mais substituído" e "menos substituído" são frequentemente utilizados para descrever ou comparar moléculas que são produtos numa reação química. Nesta terminologia, é utilizado metano como referência para comparação. Usando o metano como referência, por cada átomo de hidrogénio que é “substituído” por outro, pode dizer-se que a molécula está mais substituída. Por exemplo:
- A regra de Markovnikov prevê que o átomo de hidrogénio se liga ao carbono do grupo funcional alceno que possui mais átomos de hidrogénio (menos substituintes alquil).
- Regra de Zaitsev prevê que o produto da reação principal é o alceno de ligação dupla mais altamente substituído (mais estável).

## Nomenclatura
O sufixo -il é utilizado em química orgânica para formar os nomes de radicais, quer de espécies químicas separadas (chamadas radicais livres) quer de partes quimicamente ligadas a moléculas (denominado restos ou desperdício). O nome deriva do antigo nome de metanol, que era "metileno" (do grego em grego clássico: μέθυ méthu, 'vinho' e de ὕλη húlē, 'madeira', 'floresta'), que foi abreviado para "metil" nos nomes compostos, do qual surge o sufixo  - il  (ou ilo). Finalmente, várias reformas na nomenclatura química generalizaram o uso do sufixo a outros substituintes orgânicos.